# Androdon aequatorialis
Androdon aequatorialis е вид птица от семейство Колиброви (Trochilidae), единствен представител на род Androdon.

## Разпространение
Видът е разпространен в Еквадор, Колумбия и Панама.